# James McGovern
James McGovern, né à Glasgow le 17 novembre 1956 est un homme politique écossais du Parti travailliste. Il siège au Parlement de Westminster en tant que député de la circonscription de Dundee ouest.

## Biographie
McGovern a fait ses études à la Lawside Academy de Dundee et a commencé sa vie professionnelle comme vitrier. Travaillant pour la ville de Dundee, il fut un représentant syndicaliste (GMB) et fut élu au Conseil régional de Tayside de 1994 à 1996. À partir de 1997, il fut un cadre de son syndicat.
Sa première élection à la Chambre des communes remonte à 2005 ; il avait pris la suite du député Ernie Ross, parti en retraite. Il est également, depuis 2005, membre du Scottish Affairs Committee et, depuis 2007, Parliamentary Private Secretary envers Pat McFadden, le ministre d'État aux Affaires et aux Entreprises.

## Vie personnelle
James McGovern et son épouse Lorna ont deux enfants et vivent à Dundee, dans le quartier de Law.